# زک اسنایدر
زک ادوارد اسنایدر (به انگلیسی: Zack Edward Snyder) (زادهٔ ۱ مارس ۱۹۶۶) کارگردان، تهیه‌کننده و فیلم‌نامه‌نویس آمریکایی است که بیشتر برای ساخت فیلم‌های ابرقهرمانی و فیلم اکشن شناخته شده است. او کارگردان فیلم ۳۰۰ (۲۰۰۷) و طلوع مردگان (۲۰۰۴)است.

## فیلم‌شناسی
- طلوع مردگان (۲۰۰۴)
- ۳۰۰ (۲۰۰۷)
- نگهبانان (۲۰۰۹)
- مشت ناگهانی (۲۰۱۱)
- مرد پولادین (۲۰۱۳)
- بتمن در برابر سوپرمن: طلوع عدالت (۲۰۱۶)
- ارتش مردگان (۲۰۲۰)
- لیگ عدالت اسنایدرکات(۲۰۲۱)
- ماه سرکش (۲۰۲۳)